# パシオン・イ・ポデール (2015年のテレビドラマ)
『パシオン・イ・ポデール』（スペイン語: Pasión y poder）は、メキシコのテレビドラマ。カナル・デ・ラス・エストレージャスで2015年10月5日から2016年4月10日まで放送された。

## 登場人物

### 主な登場人物
アルトゥーロ・モンテネグロ
演：フェルナンド・コルンガ
エラディオ・ゴメス・ルナ
演：ホルヘ・サリナス
ジュリア・ヴァラード・デ・ゴメス・ルナ
演：スサナ・ゴンザレス
エルネスティナ「ニーナ」ペレス・デ・モンテネグロ
演：マリーン・ファヴェラ